# ضفدعة الشجرة البيضاء
الضفدع الأسترالي الأبيض أو شجرة خضراء الضفدع (الاسم العلمي:Litoria caerulea) حيوان برمائي من الضفدعيات.
بسبب مميزاتها الجسدية والسلوكية، أصبحت من الضفادع الأكثر شهرة، وتعتبر من أكثر الحيوانات الاليفة، والغريبة، شعبية في جميع أنحاء العالم. إفرازات جلد الضفدع تحتوي على مضادات للبكتيريا وفيروسات مفيدة في التحضيرات الصيدلانية.